# Albana di Romagna
Albana di Romagna è stata una tipologia del vino a DOCG "Albana di Romagna": Nel 2011 la denominazione è stata modificata in "Romagna Albana" e il disciplinare non ha più previsto tale tipologia.

## Zona di produzione
L'Albana di Romagna veniva prodotto nelle province di Bologna, Forlì-Cesena e Ravenna.
I dati qui riportati vengono conservati per fini storici.

## Caratteristiche organolettiche
- colore: giallo paglierino, tendente al dorato per i prodotti invecchiati.
- odore: con leggero profumo caratteristico dell'albana.
- sapore: asciutto, caldo e armonico.

Si presenta, però, in due versioni: secca e dolce.

## Leggende
Si racconta che la figlia dell'imperatore Teodosio, Galla Placidia, assaggiò per prima questo vino durante una sosta in un paesino della Romagna, mentre attraversava il confine tra Romagna e Toscana. Le fu servito in una rozza brocca di terracotta ma appena l'ebbe bevuto fu estasiata dalla bontà di quel nettare tanto che esclamò: "Non così umilmente ti si dovrebbe bere, bensì berti in oro, per rendere omaggio alla tua soavità!". Da questa frase nacque il nome del paese Bertinoro, in provincia di Forlì-Cesena.

## Produzione
Provincia, stagione, volume in ettolitri
- Bologna  (1996/97)  5802,09
- Forlì  (1996/97)  7776,74
- Ravenna  (1996/97)  4997,77